# Steinholzstraße 5 (Quedlinburg)

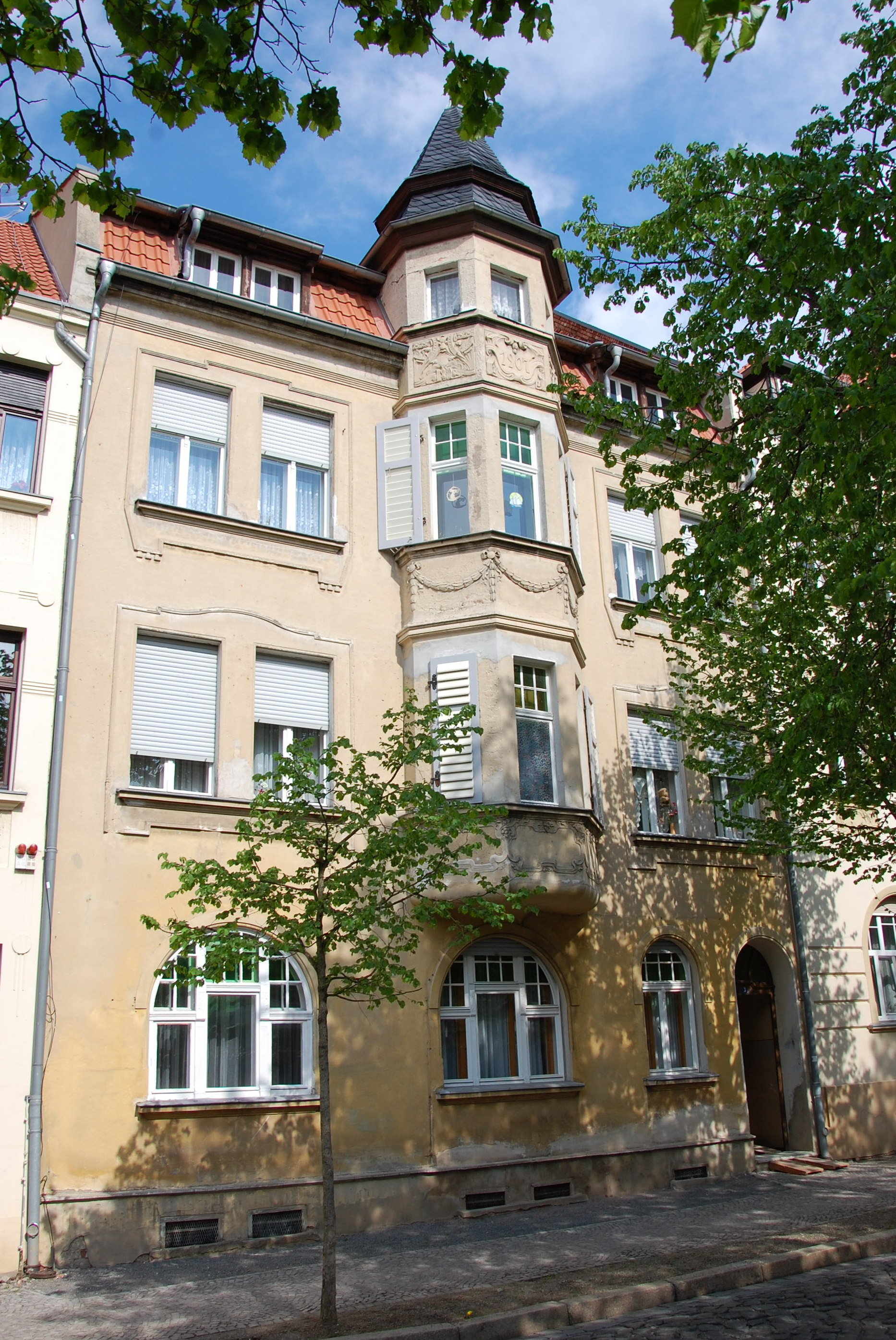
Haus Steinholzstraße 5

Das Haus Steinholzstraße 5 ist ein denkmalgeschütztes Gebäude in der Stadt Quedlinburg in Sachsen-Anhalt.

## Lage
Es befindet sich nordwestlich der historischen Quedlinburger Altstadt auf der Nordseite der Steinholzstraße und ist im Quedlinburger Denkmalverzeichnis als Wohnhaus eingetragen. Östlich grenzt das gleichfalls denkmalgeschützte Haus Steinholzstraße 4 an. Die Steinholzstraße 5 gehört darüber hinaus zum Denkmalbereich Steinholzstraße.

## Architektur und Geschichte
Das dreigeschossige in massiver Bauweise errichtete Haus wurde im Jahr 1907 gebaut. Die Fassade ist symmetrisch gegliedert. Mittig befindet sich vor den oberen Geschossen ein polygonaler Turmerker. Die Formen der Fenster und ihre Rahmung unterscheiden sich zwischen den unterschiedlichen Etagen.